# Sandro Patrucco
Sandro Alfredo Raúl Patrucco Núñez (Lima, 4 de noviembre de 1967 - Lima, 17 de junio de 2024) fue un historiador y docente universitario peruano. Especialista en la historia cultural y social de la época virreinal del Perú.

## Biografía
Hijo del médico Raúl Patrucco Puig y de la artista plástica Rosario Núñez Carvallo.
Ingresó a la Pontificia Universidad Católica del Perú, donde siguió la carrera de Historia. Se graduó de bachiller (1992) y de licenciado por la tesis Gigantología austral: un estudio sobre la creencia en los gigantes en la América virreinal (1995). Obtuvo una maestría en Historia (2004) con la tesis de Italianos en la Lima Borbónica 1701-1800; un doctorado en Historia con mención en Estudios Andinos (2018) con la tesis La imagen del indio en los relatos de viajeros del periodo borbónico; así como una maestría en Escritura Creativa (2022) con la tesis El Sol en el Zodíaco.
De 1992 hasta su fallecimiento ejerció la docencia en la Pontificia Universidad Católica del Perú, como profesor Asociado en el Departamento de Humanidades, sección Historia.
Integró el equipo que diseñó e implementó el bachillerato escolar en el Ministerio de Educación del Perú (1997-1999).

## Publicaciones
Libros completos
- Guías culturales de los Departamentos de Ica, Arequipa, Trujillo y Ayacucho (1995)[3]
- Sociedad, economía y arte en el virreinato del Perú (1997)[3]
- Italianos en la Lima borbónica (1700-1800) (2007)[3]
- La Condamine, estudioso del indígena americano: aproximación a sus fuentes etnográficas (2020).[3]
- El Sol en el Zodíaco, novela histórica centrada en la vida del Príncipe de Santo Buono, virrey del Perú (2022).[4]

En coautoría
- La hacienda en el Perú. Historia y leyenda (1998)[2]
- Historia ambiental del Perú. Siglos XVIII y XIX (2016).[5]

Ha colaborado en la Gran Historia del Perú, editada por la empresa del diario  El Comercio  de Lima, publicada semanalmente por fascículos (1998); en la Historia del Perú Lexus (2000) con la sección: «El Perú virreinal: sociedad, economía y arte»; así como en  Guide to Documentary Sources for Andean Art History and Archaeology, editada por la National Gallery of Art (2001).
Es también autor de numerosos artículos publicados en revistas especializadas.